# Chrétien Veraart
Chrétien Veraart, né le 31 mars 1872 à Berg-op-Zoom (Pays-Bas) et mort le 10 janvier 1951 à Uccle (Bruxelles), est un architecte belge très actif durant la première moitié du XXe siècle. Il a restauré de nombreux bâtiments historiques endommagés durant la Première Guerre mondiale.

## Biographie
Chrétien Guillaume Veraart, né le 31 mars 1872 à Berg-op-Zoom, et sa famille sont de nationalité hollandaise. Peu après la naissance de Chrétien, sa famille déménage à Bruxelles. Il étudie l’architecture à l'Institut supérieur Saint-Luc à Schaerbeek (Bruxelles) et fait partie de la génération d'artistes néo-gothiques issus de cette école d'architecture. En 1910, Veraart obtient la nationalité belge.
Veraart construit plusieurs églises à Bruxelles et en Belgique. Une de ses premières réalisations est l’église Saint-Rémi à Molenbeek (à partir de 1905). En 1911, il établit les plans en style néogothique de la chapelle des Frères maristes à Auderghem. Également en néogothique, la chapelle Saint-Marcellin-Champagnat d'Auderghem. La  dernière est l’église du Précieux-Sang à Uccle, en 1950. 
Des familles s’adressent également à lui pour des habitations privées. Au quartier d’Opale (Bruxelles), Veraart construit en 1912, pour un comptable, une maison de maître au numéro 131 de l’avenue Émile Max. Un autre près du square Vergote.  En 1913, il reçoit une médaille d'or à l'Exposition universelle de Gand. Les plans de la nouvelle église Saint-Joseph de Olen (près d’Anvers) sont prêts en 1914, mais l’église ne sera construite qu’après la guerre. 
Dans l’Entre-deux-guerres Veraart restaure églises, mairies et écoles, notamment dans la région de l’Yser, à Ypres et dans le Brabant. Mais aussi l’abbaye de la Cambre (1920) et surtout, de 1919 à 1923, la reconstruction de la collégiale Notre-Dame de Dinant, gravement endommagée lors des bombardements de 1914, suivis d’incendies allumés par l’armée allemande. En 1920, il transforme l'hôtel Roger, à l'avenue Louise à Bruxelles en éliminant l'aspect Art nouveau de la construction originale de Victor Horta (1901). En 1928, il co-signe avec M. Richir, une villa de maître pour le compte de Georges Dierickx, industriel, une grosse propriété comprenant une villa quatre façades à porche d'entrée monumental à colonnes toscanes, ainsi que le logement du gardien, une maison trois façades mitoyenne du côté Sud, à Uccle (105-107 Rue Edith Cavell). 
L’architecte a également à son actif la restauration du château Het Steen, dit « château de Rubens », à Elewijt.  

## Hommages et distinctions
Durant sa carrière, Veraart a reçu nombre de prix et distinctions dont :
- Chevalier de l'ordre de la Couronne.
- médaille spéciale pour ses activités de restauration après la Première Guerre mondiale.